# Phurba

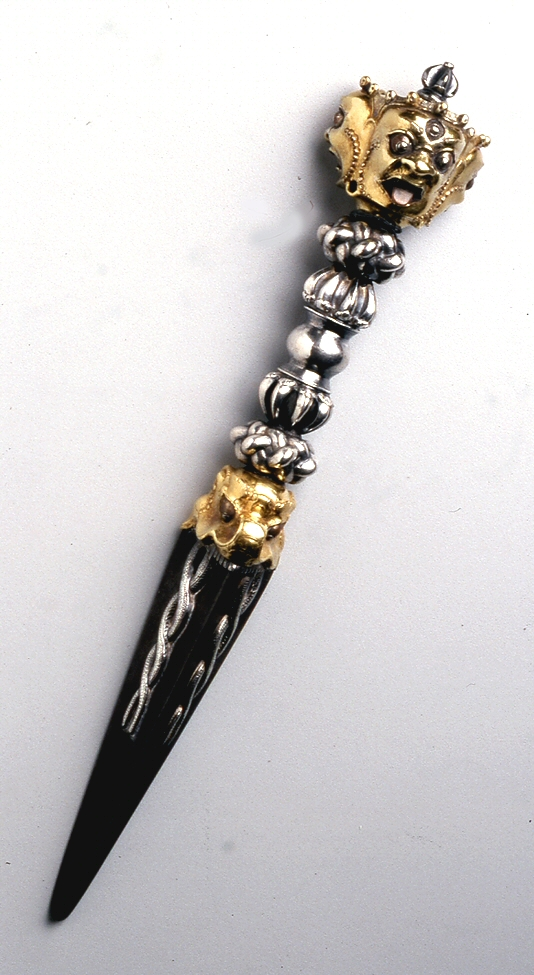
Phurba z Walterova muzea umění, Tibet 16. století

Phurba, Phurpa, nebo také v sanskrtu Kíla, je rituální dýka se třemi břity, která ve vadžrajánové tradici představuje hněv všech buddhů (osvicených bytostí) a symbolizuje meditační aspekt buddhy jidam nebo meditační božstvo Vadžrakíjali (Dordže Phurba). Umožňuje zkrotit démony a přimět je, aby uznali Buddhovo učení, anebo je přibít k zemi. Rozšířena je v tibetském šamanismu bön a ve vadžrajánové tradici tibetského buddhismu.

## Název a původ
Sanskrtský výraz kíla znamená hrot, hřeb, nebo špice a vznikl patrně ve védské době odvozením od dřevěného kůlu, ke kterému byla přivazována domácí zvířata. Tibetský výraz Phurba, Phurpa, také primárně znamená kůl, k němuž se přivazují zvířata, nebo také stanový kolík. V Tibetu se dřevěný kolík používal při rituálu, s cílem nalézt přesnou polohu „božstva země s hadím ocasem“ (tib. sadag) dříve, než se začalo se stavbou stúpy, chrámu, nebo kláštera. Dřevěný kolík se také používal v podobných rituálech védské geomancie k připíchnutí hlavy „podzemního hada“, tak se stabilizoval prostor, na kterém měl být postaven oltář, nebo ohňová jáma.
Nejstarší psaný záznam o rituálu kíla na palmovém listu pochází z 5. století našeho letopočtu, který byl objeven v starověké buddhistické stúpě v severopákistánském Gilgitu. Nejranější podoby dřevěných dýk s rukojetí ve tvaru božstva byly nalezeny v Chotanu ve Střední Asii.

## Materiál a výklad

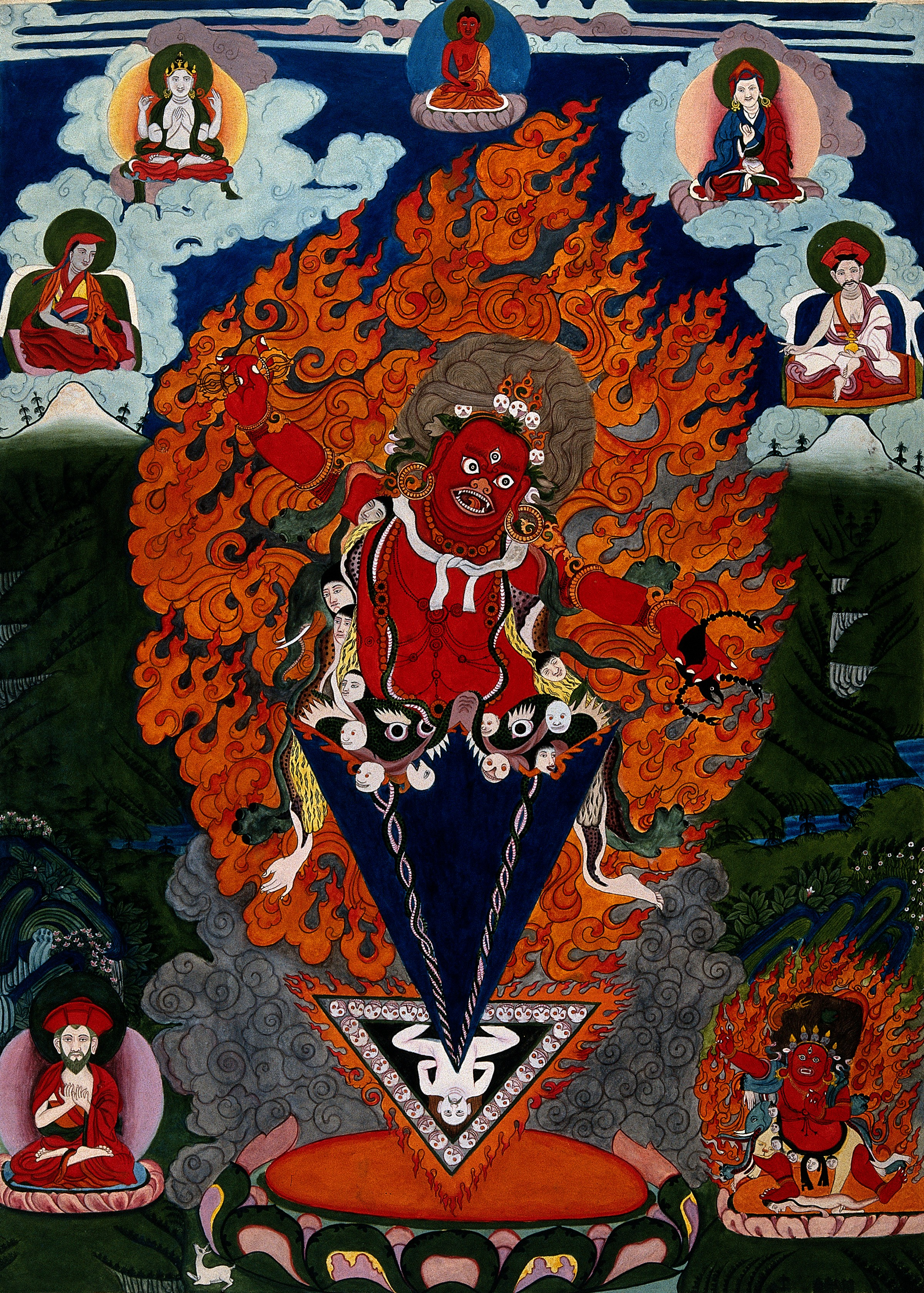
Padmasambhava jako Guru Dragmar s phurbou

Rituální dýka Phurba je obvykle vyrobená ze železa, ta má často temně modrou barvu, která symbolizuje její nezničitelnou vadžrovou podstatu.  Při některých rituálech se používá dřevěná, kostěná, nebo křišťálová. Ostrá špice dýky symbolizuje schopnost a rukojeť moudrost. Tři čepele dýky představují tři hlavní jedy mysli, nevědomost, touhu a nenávist.  Čepel vychází z otevřené tlamy makary, ta symbolizuje sílu a odolnost phurby, jako nezničitelné zbraně. V horní části každé z čepelí se nacházejí dva páry propletených nágů, které vycházejí z tlam makarů. Tito nágové  reprezentují  šest dokonalostí, tj. štědrost, etika, trpělivost, úsilí, meditace, moudrost.
Kovová rukojeť  phurby mívá nejčastěji tvar hruškovitého osmistěnu se symetrickými uzly na obou stranách, tento tvar je pravděpodobně odvozen z původního účelu, kůlu, k němuž byla uvazována domácí zvířata. Existují však i další interpretace, například, že osm stěn symbolizuje osmero vědomí, osm pohřebišť mandaly, nebo osmidílnou vznešenou stezku. Hlavici rukojeti obvykle tvoří hlavy tří hněvivých božstev, ty mají různou barvu, bílou, modrou a červenou, které symbolizují zničení nevědomosti, touhy a nenávisti.
Na tibetských malbách se phurba objevuje v zjednodušenější formě s ohledem na relativně malé rozměry. Phurba držená v ruce symbolizuje probodávání všech škodlivých démonů deseti světových stran. Jako rituální předmět bývá phurba nejčastěji zobrazována vertikálně s hrotem zabodnutým do trojúhelníkového dřevěného podstavce.

## Galerie

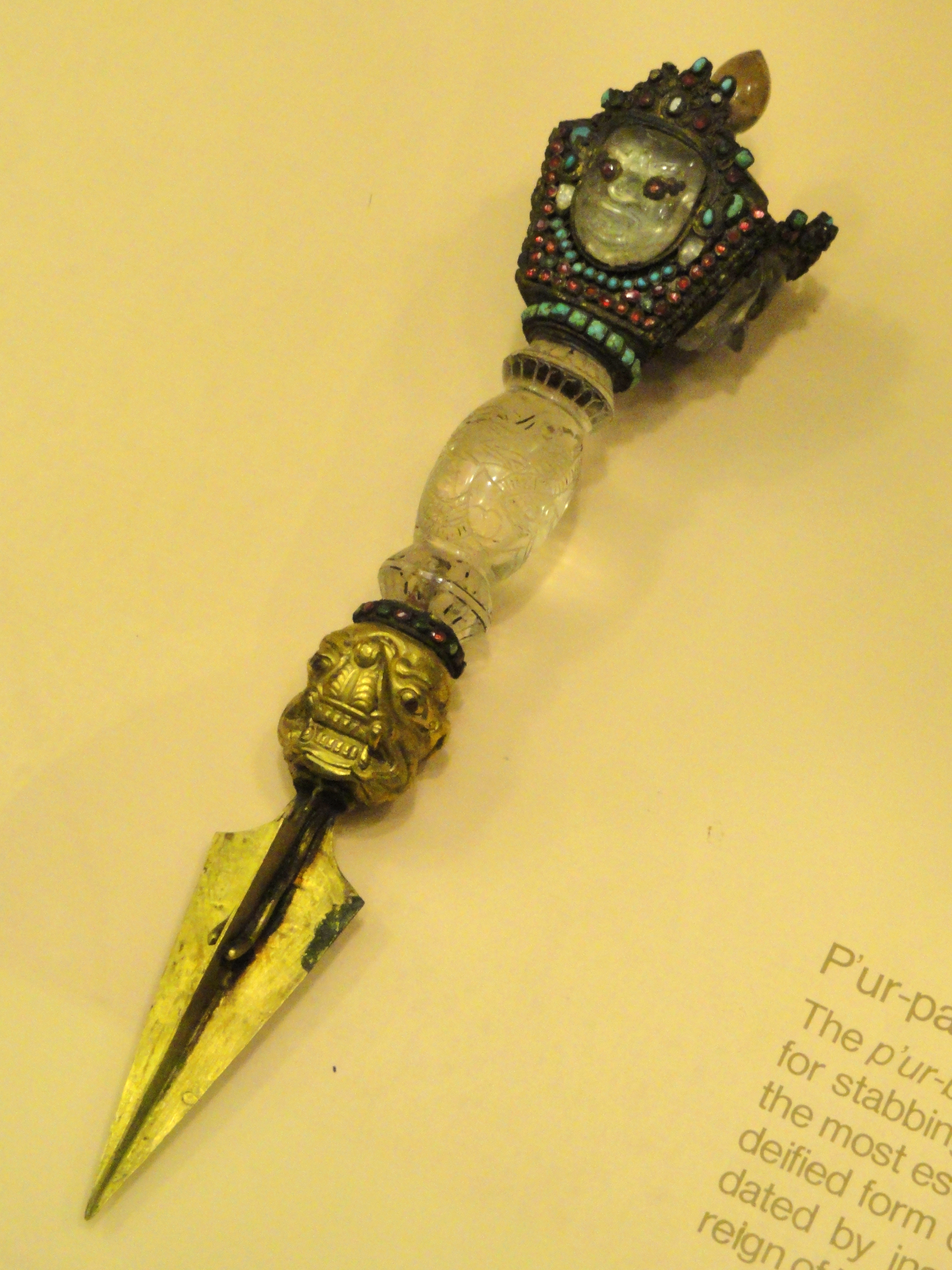
kov s křišťálem, Tibet 16. století, Americké přírodovědné muzeum
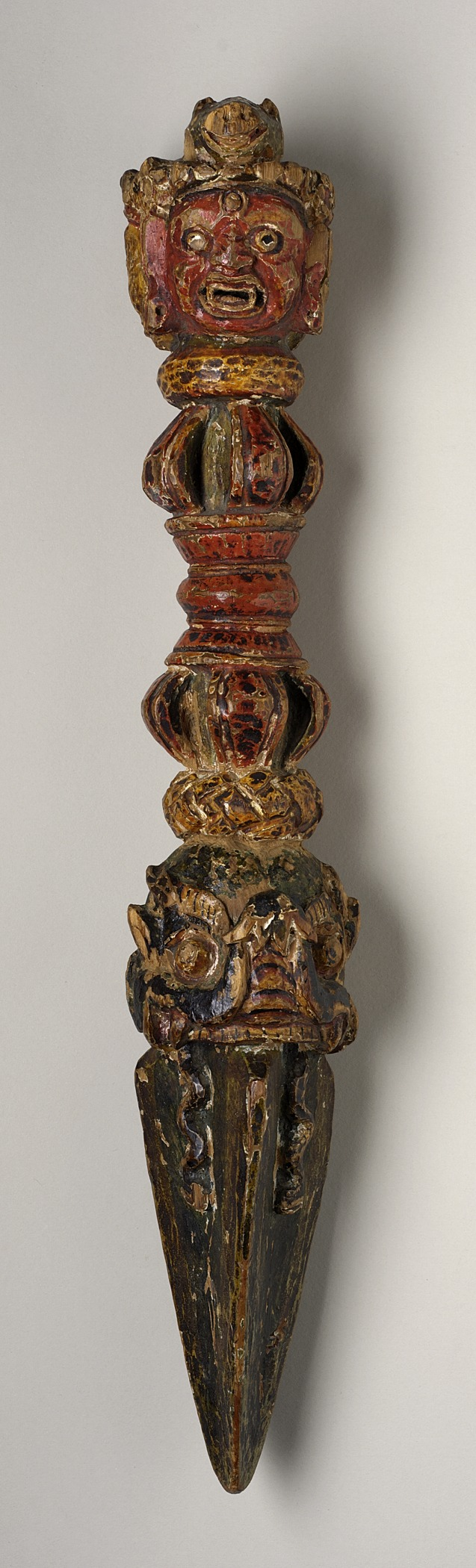
dřevěná phurba Tibet 16. století, Losangeleském muzeu umění
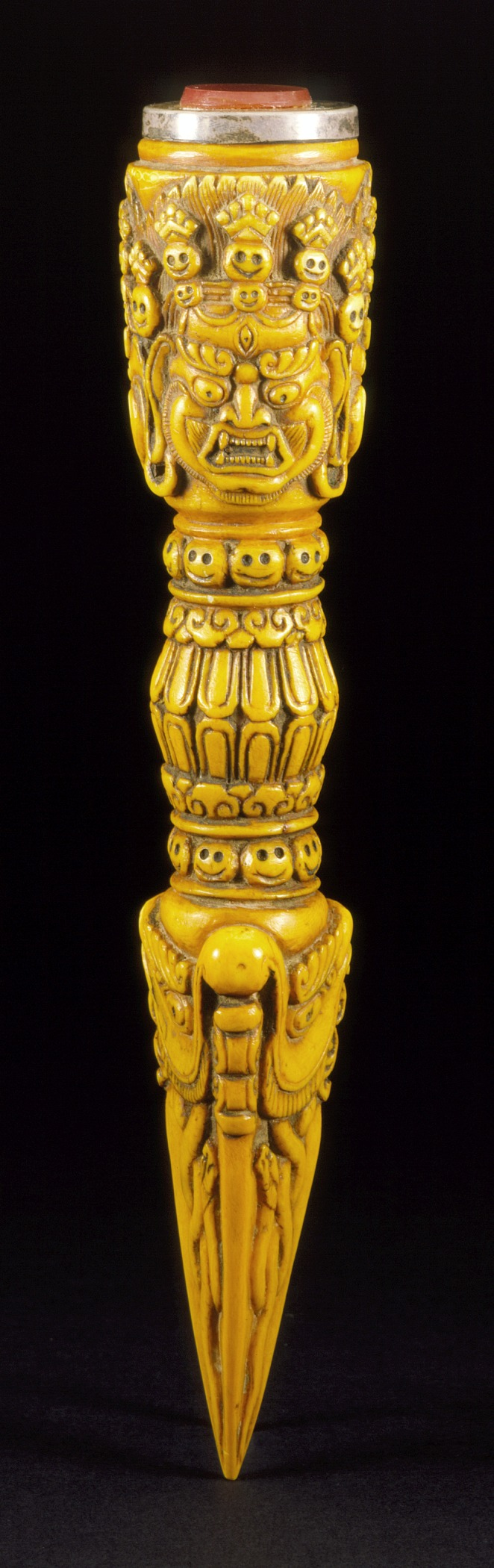
slonovinová phurba Tibet 17. století, Losangeleském muzeu umění
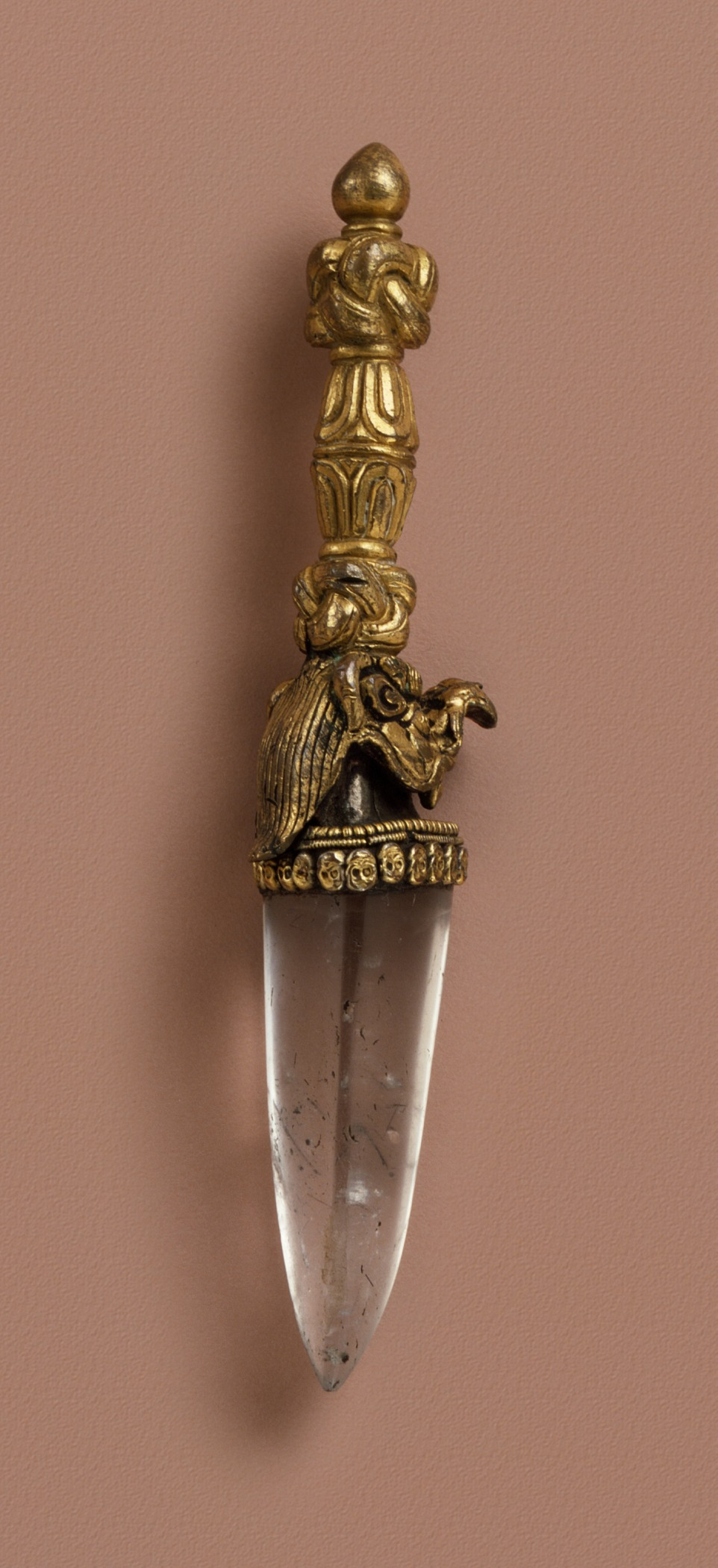
slitina mědi a křišťál, Tibet 17. století, Losangeleské muzeum umění
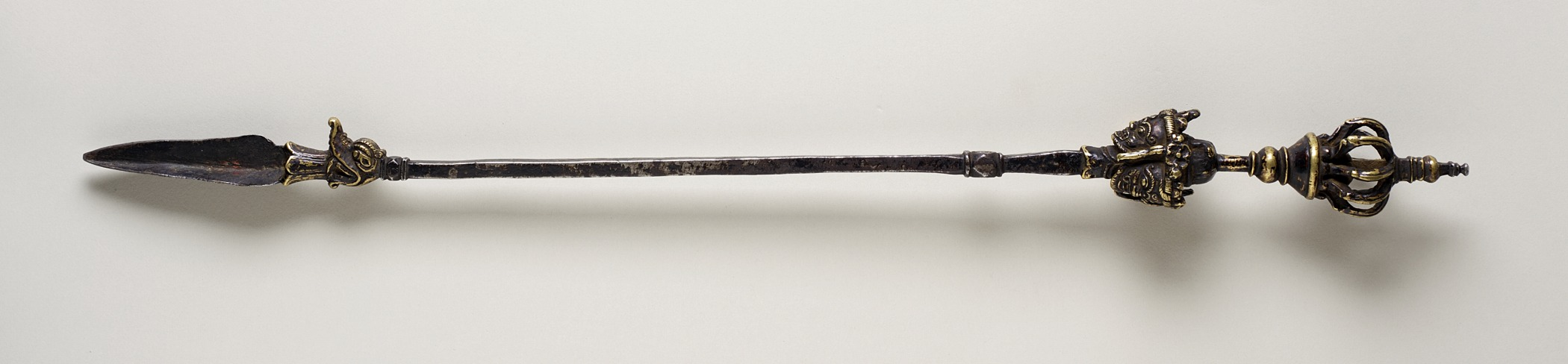
železo a mosaz, západní nebo střední Tibet 15. století
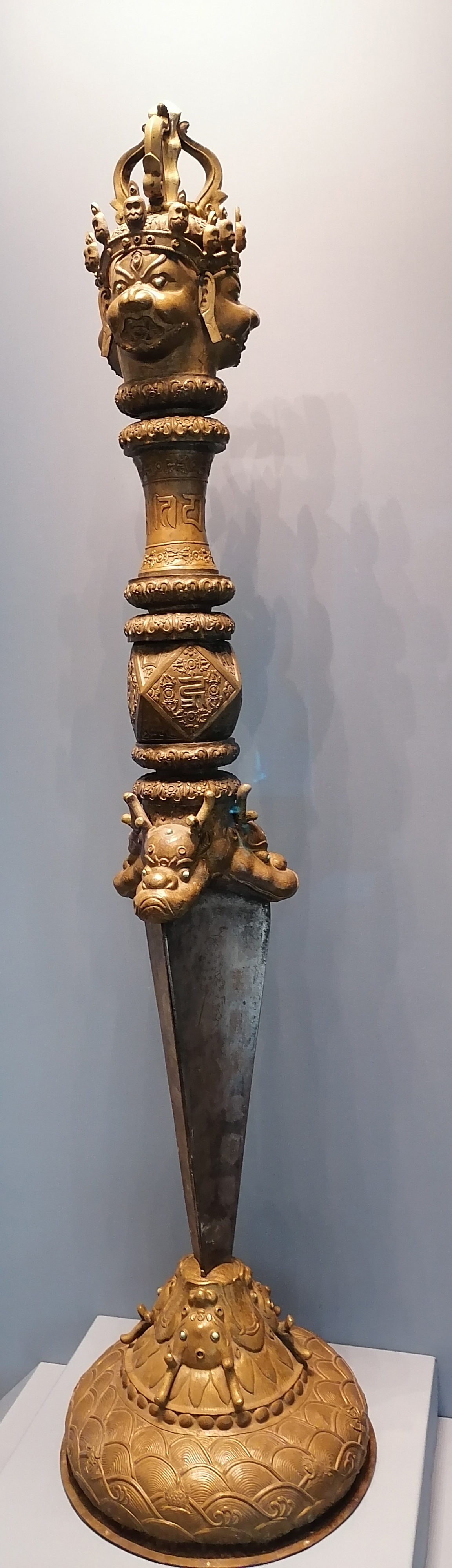
Mongolsko 18.–19. století